# Diastylis vemae
Diastylis vemae är en kräftdjursart som beskrevs av Mihai Bacescu 1961. Diastylis vemae ingår i släktet Diastylis och familjen Diastylidae. Inga underarter finns listade i Catalogue of Life.